# Sibon annulatus
Sibon annulatus är en ormart som beskrevs av Günther 1872. Sibon annulatus ingår i släktet Sibon och familjen snokar. Inga underarter finns listade i Catalogue of Life.
Arten förekommer från Honduras och Nicaragua till Colombia. Den lever i låglandet och i kulliga områden upp till 600 meter över havet. Honor lägger ägg.